# 선교적 교회
선교적 교회 ( Missional church )란 20세기 후반부터 시작된 교회 운동의 한 개념으로 교회의 개념을 새로이 정의하고 교회의 본질은 선교에 있다고 정의한다.  이 운동을 주장하는 사역자나 신학자들은 교회는 사람을 교회 건물 안으로 불러들이는 기존의 전도 개념에서 벗어나, 교회는 복음을 들고 교회 건물 밖으로 나가 복음으로 사회와 직접 관련을 맺고, 복음전파 뿐만 아니라 사회정의까지 확장해야 한다는 것이다.  즉, 이들이 말하는 참된 교회는 교회가 선교적 사명을 완수할 때야만 가능하다는 것이다. 기존의 역사적 개념의 교단과 목사, 장로, 전도사등의 직제와 상관 없이 교회는 선교적 사명을 가지며 교회라 불리며, 그렇게 될 때, 완전한 교회로 발전된 것으로 본다. 
이머징 처치가 대표적인 선교적 교회이며 기존의 교리적 장벽을 허물고 문화에 융통성있게 적응하고, 사회에 참여하는 것이 이들의 주장이다. 

## 같이 보기
- 댄 킴볼
- 이머징 처치
- 브라이언 맥라렌
- 데이비드 보쉬
- 레슬리 뉴비긴